# Daniela Baumer
Daniela Baumer, född den 8 september 1971 i Herblingen, Schweiz, är en schweizisk kanotist.
Hon tog OS-silver i K-4 500 meter i samband med de olympiska kanottävlingarna 1996 i Atlanta.